# Ministerio de Desarrollo Urbano y Vivienda
El Ministerio de Desarrollo Urbano y Vivienda de Ecuador es la cartera de Estado encargada de ejercer la rectoría e implementar la política pública de las ciudades, garantizando a la ciudadanía el acceso al hábitat seguro y saludable, a la vivienda digna y al espacio público integrador.

## Historia

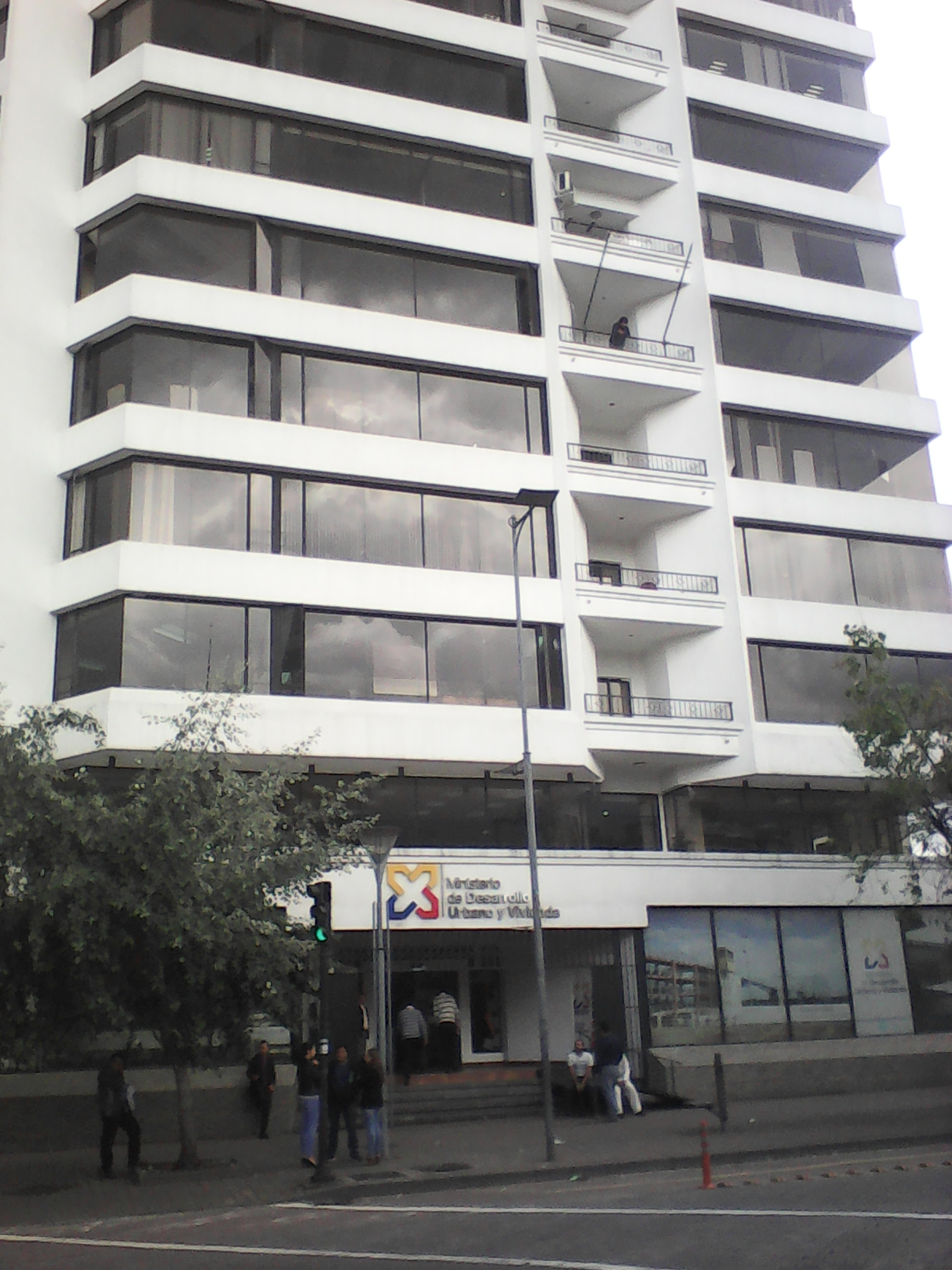

Fue creado por el presidente Sixto Durán-Ballén en 1994, nombrando como primer ministro al ingeniero Francisco Albornoz.